# Joie de vivre
Joie de vivre è il terzo album discografico della cantante francese Louane, pubblicato nel 2020.

## Tracce
1. Intro
2. Songes
3. Donne-moi ton co3ur
4. Poésie indécise
5. Pleure
6. 1nterlude
7. 3919
8. Peux-être
9. J'peux pas
10. Love
11. Sans ta voix
12. Interlud3
13. Désolée
14. Toute ma vie (con Soolking)
15. Aimer à mort
16. À l'autre
17. Mademoiselle Tout Le Monde
18. Ta peau
19. Donne-moi ton cœur
20. Derriere la brouillard (con Grand Corps Malade)
21. Tornade